# Крупник, Михаил Семёнович
Крупник Михаил Семёнович (13 января 1957 года) — одесский драматург, режиссёр, актёр.

## Биография
Родился в творческой театральной семье. Получил образование в школе № 121 с углубленным изучением английского и украинского языков г. Одессы. Закончил Одесский политехнический университет (Одесский политехнический институт), Киевский государственный институт культуры им. А. Е. Корнейчука по специальности культурно-просветительская работа.
Режиссёр, автор сценариев массовых городских праздников, культурных мероприятий производственных коллективов, тематических программ и концертов, театрализованных праздников «День города», «Юморина», «День театра», «День освобождения Одессы», «День Победы».
Автор песен «О Юморине», «Семейный разговор», «Одесская Соборка», «Одесса-Париж», «Привет, моя Одесса», «Одесские картинки», «И в старости и в радости», которые вошли в репертуар эстрадных исполнителей. Песня «Сердце артиста» исполняется в Московском театре Армена Джигарханяна.
Михаил Крупник — создатель нового стиля стихотворного диалога в пьесе
По его сценариям поставлены детские мюзиклы в Одесском областном театре кукол, Одесском театре музыкальной комедии имени М. Водяного, на сцене концертно-выставочного зала Одесского морского вокзала.
С 2009 года руководит театральной студией «Одесские дворики» Благотворительной Фундации «Хесед Шаарей Цион», продолжая дело своего отца Семена Самойловича Крупника, народного артиста Украины. Под его руководством поставлен ряд программ и музыкальных спектаклей, в которых он выступил в качестве автора, режиссёра и актёра. В их числе: музыкальный спектакль по произведению Шолом-Алейхема «Царствие небесное», тематические программы «С песней по дорогам фронтовым», посвященная творчеству композитора Матвея Блантера, «Рош а шана» — еврейский Новый год, «Ханука», ежегодные юмористические представления «Пурим-шпиль», посвященные еврейскому празднику Пурим, музыкальное ревю «Извозчик и Актриса», различные концертные программы.
Театральный коллектив «Одесские дворики» трижды становился лауреатом международного театрального фестиваля им. Шолом-Алейхема «Блуждающие звёзды» (недоступная ссылка) в Киеве. Также театр регулярно выезжает на гастроли в города Измаил, Белгород-Днестровск, Ильичёвск, Балту, Николаев.
Входит в объединение детских писателей Одессы.
Награды
Победитель рейтинга популярности «Народное признание» в номинации «Лучшее музыкальное шоу года» за сценарии спектаклей «Город сокровищ» и «Царевна-Лягушка».
В 2013 году за сценарий спектакля «И так мы будем жить в Одессе» удостоен третьей премии Международного литературного конкурса на лучшее произведение для детей «Корнейчуковская премия».

## Сценография
Спектакли:
«Супер-мышонок» (1996)
«Карнавал у Золотого Бычка»(1997)
«Любить Дракона» (1999)
«Героическое свинство» (2006)
«Кошки-мышки в Голливуде» (2007)
«Город сокровищ» (2008)
«Славянский секрет» (2009)
«Маркиз Кис-Кис» (2010)
«Царевна-Лягушка» (2011)
«И так мы будем жить в Одессе» (2011)
«Синдбад и Волшебный огонь» (2012)
«Сказка навсегда» (2013)
«Свет Волшебного фонаря» (2013)
«Волшебная жемчужина» (2014)
«Не было бы счастья, да несчастье помогло» (2015) 
Короткометражный фильм «Одесса навсегда» (2015) 
«Хрустальный голос Ариэль» (2016)
«Сладкая сказка» (2017)
«Алладин» (2018) https://timer-odessa.net/news/levitatsiya_i_tanets_jivota_k_odesskim_detyam_prishel_kukolniy_aladdin_783.html
«Золотой пятачок»
(2018)
«Тайна АЛАКРЕЗ» (2019) http://www.prichernomorie.com.ua/odessa/news/culture/2019-12-25/204254.php